# Diamond Rio
Diamond Rio est un groupe américain de musique country formé en 1984 à Nashville, Tennessee. Le groupe est composé de six membres : Gene Johnson, Jimmy Olander, Brian Prout, Marty Roe, Dan Truman, et Dana Williams.
Le groupe a signé chez Arista Records en 1988 mais leur premier single ("Meet in the Middle") n'est sorti qu'en 1991. La chanson s'est classée à la première place au Billboard Hot Country Singles & Tracks (aujourd'hui Hot Country Songs) faisant de Diamond Rio le premier groupe country de l'histoire à atteindre le top du classement avec un premier single.
Les succès du groupe ont été récompensés trente-deux fois au cours de leur carrière, avec entre autres : "How Your Love Makes Me Feel" (1997), "One More Day" (2001), "Beautiful Mess" (2002), et "I Believe" (2003).
Le groupe a également été récompensé d'un prix à plusieurs reprises : trois de leurs albums ont été certifiés disque de platine aux États-Unis, le groupe a été nommé quatre fois "Groupe de l'année" par la Country Music Association, ils ont reçu également deux récompenses de l'Academy of Country Music et treize nominations au Grammy Award.